# Wanda Wiłkomirska
Wanda Wiłkomirska, asszonyneve Jolanta Wanda Rakowska (Varsó, 1929. január 11. – Varsó, 2018. május 1.) lengyel hegedűművész és zenetanár.

## Élete
Varsói zenészcsaládból származott. Apja Alfred Wiłkomirski zenész, édesanyja Debora-Dorota Temkin zsidó asszony voltak. Testvérei, Józef Wiłkomirski zeneszerző, Maria Wiłkomirska zongoraművész, Kazimierz Wiłkomirski csellóművész és Michał Wiłkomirski ugyancsak hegedűművész volt. Férje Mieczysław Rakowski újságíró, kommunista vezető, miniszterelnök-helyettes volt, akitől két fia született, Artur és Włodzimierz Rakowski. 1997-s válása után nem ment újra férjhez.
Édesapja ötéves korától tanította hegedülni. Két év tanulás után mutatkozott be a nyilvánosság előtt. Łódźban az Emilia Sczaniecka Gimnáziumban érettségizett, majd a Łódźi Állami Zeneművészeti Főiskolán (Akademia Muzyczna im. Grażyny i Kiejstuta Bacewiczów w Łodzi) 1947-ben diplomát szerzett. 1949-től Budapesten, a Liszt Ferenc Zeneakadémián tanult Zathureczky Ede hegedűsnél, a főiskola vezetőjénél. De tanította Eugenia Umińska és Tadeusz Wroński Varsóban, valamint Henryk Szeryng Párizsban. Nemzetközi versenyt nyert Genfben (1946), Budapesten (1949) és Poznańban a Henryk Wieniawskiról elnevezett Nemzetközi Hegedűversenyen (1952). Miután 1961-ben a Lengyel Nemzeti Filharmóniával óriási sikerrel szerepelt az Egyesült Államokban, elindult a nemzetközi karrierje.
A Nemzeti Filharmóniának 22 éven át volt a szólistája, de más zenekarokkal is szerepelt világszerte. Fellépett a Nemzeti Filharmónia világháború után újjáépített épületének és a londoni Barbican Hall-nak a megnyitóján, továbbá a Sydney-i Operaházban a Sydney-i Szimfónikusokkal.
Hat kontinensen szerepelt többek közt Otto Klemperer, Leonard Bernstein, Carlo Maria Giulini, John Barbirolli, Kurt Masur, Wolfgang Sawallisch, Zubin Mehta, Witold Rowicki, Ludovit Rajter, Erich Leinsdorf, Pierre Boulez, Eugen Jochum, Franz Konwitschny karmesterek irányításával. Játszott különféle kamaraegyüttesekben, testvéreivel a Wiłkomirski Trióban, és Martha Argerich, Daniel Barenboim, Gidon Kremer, Mischa Maisky muzsikusokkal. Évente játszott az USA-ban, szinte minden európai országba eljutott, ahogy Japánba, Dél-Amerikába és Új-Zélandra is. A kritikák szerint a 20. század egyik legjelentősebb hegedűművésze volt.
1976-ban tiltakozó levelet írt alá a Lengyel Népköztársaság alkotmányának megváltoztatása ellen. A Memoriał 101 akció keretében lengyel értelmiségiek azért küldték el a Szejmnek a levelet, mert a kommunista hatalom tovább akarta mélyíteni a lengyel és szovjet kommunisták kapcsolatát, és növelni kívánta a lengyel kommunista párt hatalmát. Tagja volt az 1976-1977-ben működő munkásvédelmi szervezetnek, a KOR-nak (Komitet Obrony Robotników). 1980. augusztus 13-án csatlakozott ahhoz a felhívásához, amelyben 64 tudós, író és újságíró azt követelte, hogy a kommunista hatóságok folytassanak párbeszédet a sztrájkoló munkásokkal. 1981 decemberében, a hadiállapot kihirdetésekor emigrált Lengyelországból, és csak a kommunista rendszer bukása után tért haza.
A koncertezés mellett tanított is Mannheimben (1983-1999) és Sydneyben, és számos országban tartott mesterkurzusokat, vagy zsűrizett hegedűversenyeken, pl. a londoni Karl Flesch, a párizsi Jacques Thibaud, a moszkvai Pjotr Csajkovszkij és a müncheni ARD versenyeken. Gyakran ajánlottak neki darabot a szerzők, és jó néhány darabot ő mutatott be elsőként a világon.
Felvételei jelentek meg az EMI, a Deutsche Grammophon, a Polskie Nagrania, a Philips és a Hungaroton kiadóknál.
Egy Pietro Guarneri hegedűn játszott, ami Velencében készült 1734-ben.
A varsói Powązki temetőben nyugszik.

## Kitüntetései
- Lengyelország Újjászületése érdemrend (1952, 1953, 1981, 2001 különféle fokozatok)
- Złoty Medal „Zasłużony Kulturze Gloria Artis” (2008)

## Fordítás
- Ez a szócikk részben vagy egészben a  Wanda Wiłkomirska című lengyel Wikipédia-szócikk ezen változatának fordításán alapul.  Az eredeti cikk szerkesztőit annak laptörténete sorolja fel. Ez a jelzés csupán a megfogalmazás eredetét és a szerzői jogokat jelzi, nem szolgál a cikkben szereplő információk forrásmegjelöléseként.